# Marvin Gaye and Tammi Terrell's Greatest Hits
Marvin Gaye and Tammi Terrell's Greatest Hits kompilacijski je album s najvećim hitovima američkog soul glazbenika Marvina Gayea, koje u duetu izvodi s pjevačicom Tammi Terrell. Izlazi 1970. godine i objavljuje ga izdavačka kuća 'Tamla'.
Kolekcija sadrži najveće hitove koje je dvojac izveo u svojoj zajedničkoj glazbenoj karijeri, a sastoje se uglavnom od onih koje je skladao tim Ashford & Simpson. Skladbu "If This World Were Mine" napisao je Gaye, "If I Could Build My Whole World Around You" trojac Bristol, Bullock i Fuqua i "Hold Me Oh My Darling" napisao je Fuqua. Album je objavljen ubrzon nakon što je Tammi Terrell umrla od tumora mozga u dobi od 24 godine.

## Popis pjesama
Sve pjesme su napisali i producirali Nickolas Ashford i Valeria Simpson, osim gdje je drugaćije naznačeno.
1. "Your Precious Love" (3:02)
2. "Ain't No Mountain High Enough" (2:27)
3. "You're All I Need to Get By" (2:48)
4. "Ain't Nothing Like the Real Thing" (2:13)
5. "Good Lovin' Ain't Easy to Come By" (2:27)
6. "If This World Were Mine" (Marvin Gaye) (2:41)
7. "The Onion Song" (2:56)
8. "If I Could Build My Whole World Around You" (Johnny Bristol, Bullock, Harvey Fuqua) (2:20)
9. "Keep On Lovin' Me Honey" (2:29)
10. "What You Gave Me" (2:42)
11. "You Ain't Livin' Till You're Lovin'" (2:26)
12. "Hold Me Oh My Darling" (Fuqua) (2:44)

## Vanjske poveznice
- Allmusic.com - Greatest Hits [Tammi Terrell] - Marvin Gaye & Tammi Terrell